# Liste der Biografien/Auw
Liste der Biografien |
Portal Biografien |
Personensuche
# |
A |
B |
C |
D |
E |
F |
G |
H |
I |
J |
K |
L |
M |
N |
O |
P |
Q |
R |
S |
T |
U |
V |
W |
X |
Y |
Z |
?
 
Aa |
Ab |
Ac |
Ad |
Ae |
Af |
Ag |
Ah |
Ai |
Aj |
Ak |
Al |
Am |
An |
Ao |
Ap |
Aq |
Ar |
As |
At |
Au |
Av |
Aw |
Ax |
Ay |
Az
 
Aua |
Aub |
Auc |
Aud |
Aue |
Auf |
Aug |
Auh |
Aui |
Auj |
Auk |
Aul |
Aum |
Aun |
Aup |
Aur |
Aus |
Aut |
Auv |
Auw |
Aux |
Auz
Die Liste der Biografien führt alle Personen auf, die in der deutschsprachigen Wikipedia einen Artikel haben. Dieses ist eine Teilliste mit 18 Einträgen von Personen, deren Namen mit den Buchstaben „Auw“ beginnt.

## Auw
- Auw, Lydia von (1897–1994), Schweizer Pfarrerin und Historikerin

### Auwa
- Auwach, Hermann Lothar von († 1722), deutscher Adeliger und Domherr
- Auwärter, Gottlob (1903–1993), deutscher Karosseriebauer und Unternehmer
- Auwärter, Max (1908–1995), deutsch-liechtensteinischer Industrieller
- Auwärter, Peter (* 1969), deutscher Tischtennisspieler

### Auwe
- Auweck, Franz (1884–1964), deutscher Lehrer
- Auweiler, Anika (* 1980), deutsche Singer-Songwriterin
- Auwera, Jakob van der (1672–1760), Bildhauer
- Auwera, Johann Wolfgang van der (1708–1756), deutscher Bildhauer des Rokoko
- Auwera, Lukas Anton van der (1710–1766), fränkischer Bildhauer
- Auwerkeren, Eugène (1885–1981), belgischer Turner
- Auwers, Arthur von (1838–1915), deutscher Astronom
- Auwers, Karl von (1863–1939), deutscher Chemiker
- Auwers, Otto von (1895–1949), deutscher Physiker
- Auwers, Walter Gottfried von (1869–1940), deutscher Jurist und Politiker; Landrat von Stuhm (1904–1922)
- Auwerx, Johan (* 1958), belgischer Physiologe und Molekularbiologe
- Auweter-Kurtz, Monika (* 1950), deutsche Physikerin
- Auweyida († 1921), nauruischer KönigAuweyida († 1921)

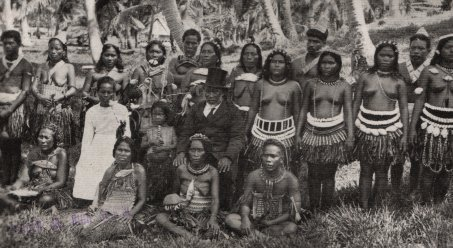
Auweyida († 1921)